# Millers Flat
Millers Flat ist eine kleine Siedlung im Central Otago District der Region Otago auf der Südinsel von Neuseeland.

## Namensherkunft
Ursprünglich wegen der vielen Erdöfen der Māori Ovens Hill genannt, erhielt die Siedlung später den Namen von Walter Miller, einem frühen Siedler der Gegend, der ab 1849 eine Farm betrieb. An den ursprünglichen Namen erinnert noch die Oven Hill Road nordöstlich des Ortes.

## Geographie
Die Siedlung befindet sich rund 15 km südöstlich von Roxburgh am Clutha River/Mata-Au liegend. Der größte Teil der Siedlung befindet sich an der Ostseite des Flusses. Der New Zealand State Highway 8 verbindet sie Siedlung mit Milton im Südosten und Roxburgh sowie Alexandra im Norden. Die nächstgelegenen Siedlungen sind Ettrick und Raes Junction. Eine Straße am Ostufer des Clutha River führt nach Teviot, das wie Ettrick nordwestlich der Siedlung liegt.

## Geschichte
Der Roxburgh Branch, eine Nebenbahn der Main South Line, führte ab 1925 bis Millers Flat und war für etwa zweieinhalb Jahre der Endpunkt, bis der Abschnitt bis Roxburgh eröffnet wurde. Die Linie wurde 1968 geschlossen, doch der Bahnsteig des Bahnhofes und einige Bahndämme sind noch erhalten.

## Bevölkerung
Zum Zensus des Jahres 2013 zählte der Ort 93 Einwohner.

## Wirtschaft
Haupterwerbszweig der Region ist der Obstbau.

## Bildungswesen
Die Siedlung besitzt mit der 1886 gegründeten Millers Flat School eine Grundschule für die Klassen 1.–8. und Stand 2017 insgesamt 36 Schüler.

## Sehenswürdigkeit
Die stählerne Millers Flat Bridge, eine wegen ihres blauen Farbanstriches „Blue Bridge“ genannte Straßenbrücke, überquert in Millers Flat den Clutha River/Mata-Au. Sie wurde im Januar 1899 fertig gestellt und im Februar 1900 feierlich eröffnet. Das gesamte Brückenmaterial wurde seinerzeit von England importiert. Die Stahlbogenbrücke wurde als Nr. 5217 in das New Zealand Historic Places Trust Register aufgenommen.
In der Siedlung befindet sich die zur Diözese der Anglican Church in Aotearoa, New Zealand and Polynesia in Dunedin gehörige Kirche  St John the Baptist. Diese aus Beton errichtete Kirche wurde 1914 eröffnet. Sie besitzt ein Rosenfenster mit Glasmalerei.
Das 1922 errichtete Kriegerdenkmal von Millers Flat listet die Namen der Gefallenen der Siedlung aus dem Ersten und Zweiten Weltkrieg.

## Tourismus
In Millers Flat befindet sich ein Campingplatz, Freizeitaktivitäten konzentrieren sich auf Wassersport, Angeln und Wandern.

## Fotogalerie

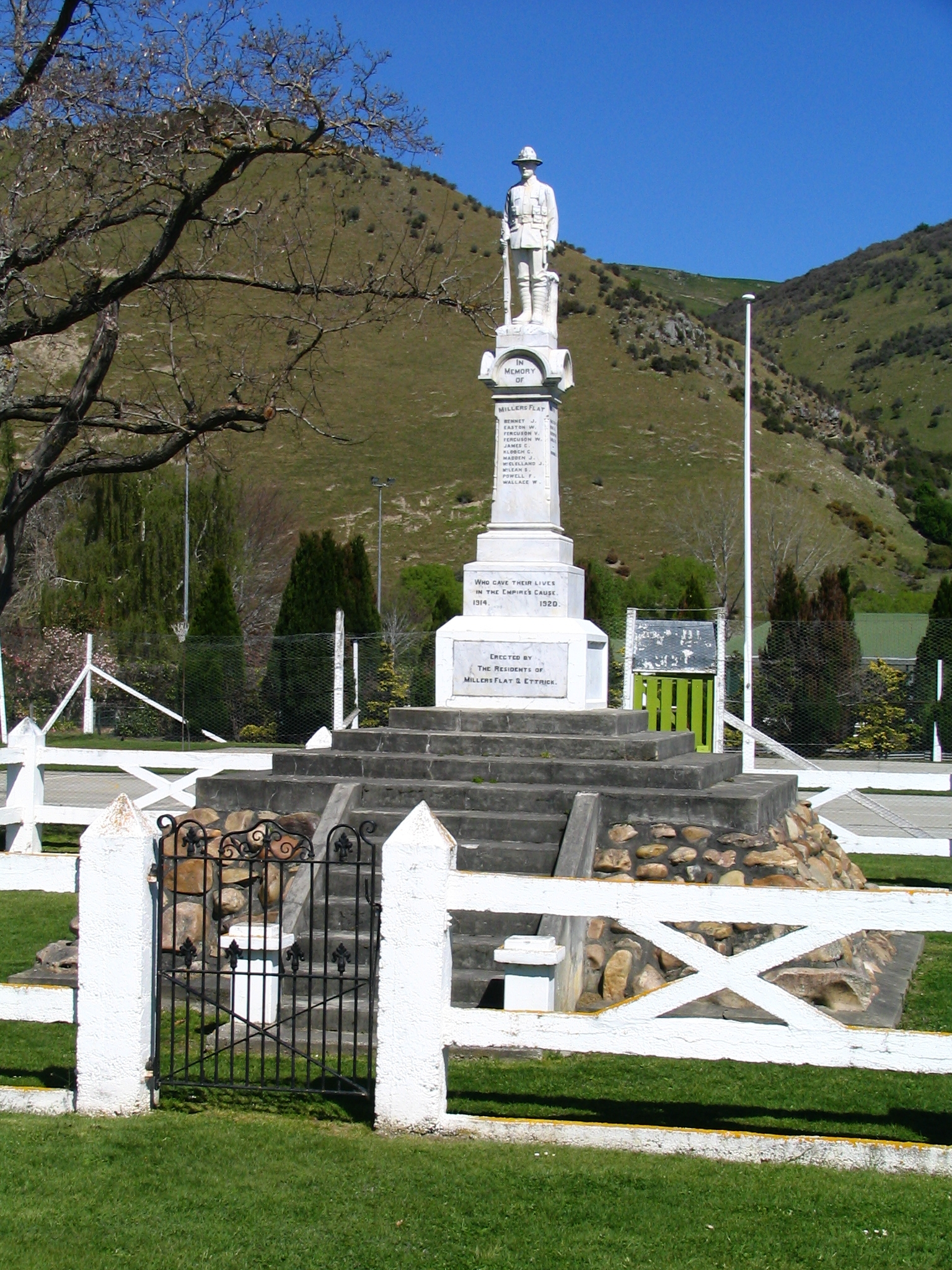
Millers Flat War Memorial
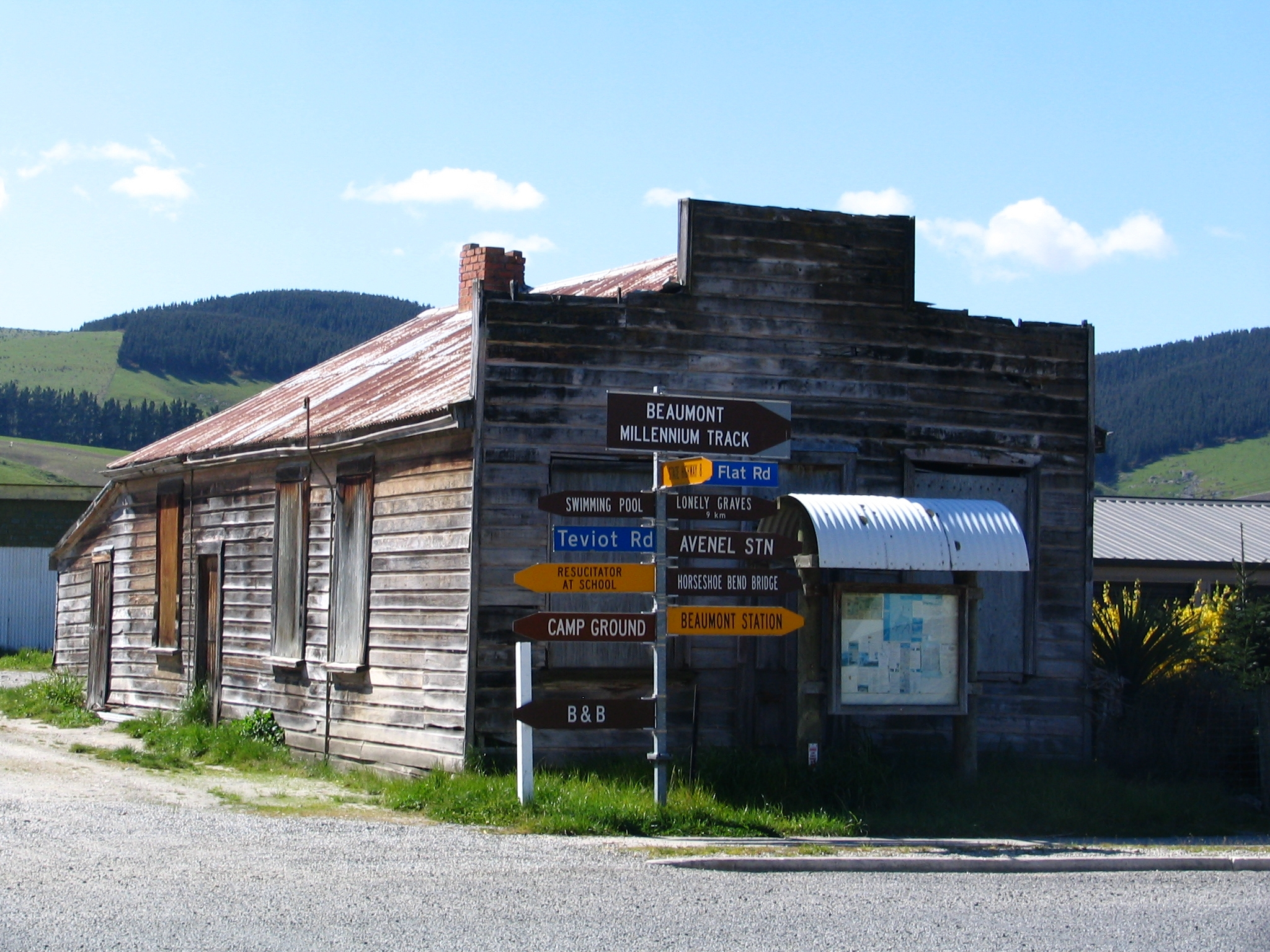
Altes Holzgebäude, Straße nach Teviot
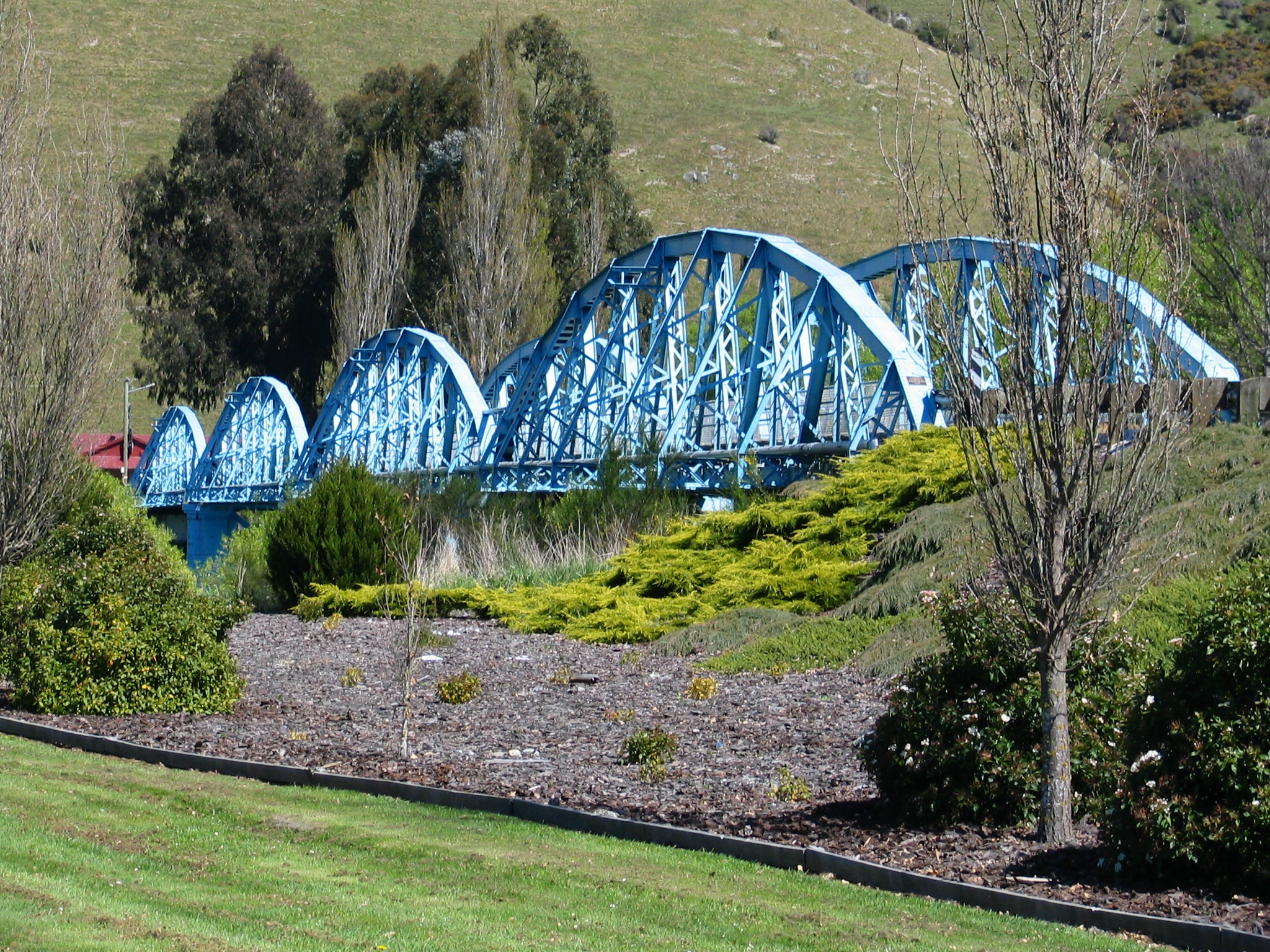
Millers Flat Bridge (Blue Bridge) über den Clutha River/Mata-Au
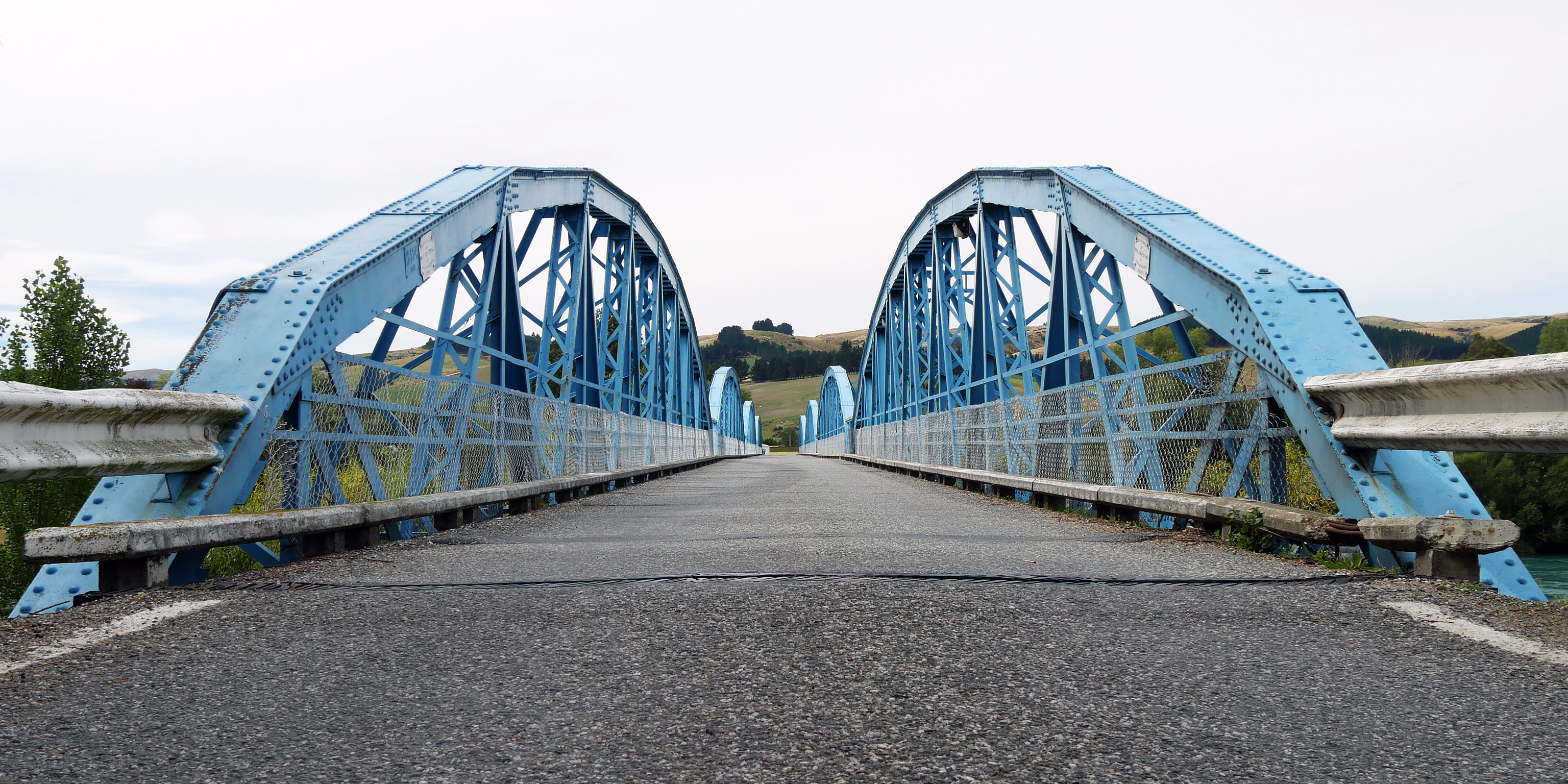
Millers Flat Bridge über den Clutha River/Mata-Au